# Eya
Eya (chinesisch 俄亚纳西族乡, Pinyin Éyà Nàxīzú Xiāng) ist eine Nationalitätengemeinde der Naxi im Autonomen Kreis Muli des Autonomen Bezirks Liangshan in der chinesischen Provinz Sichuan. Der Gemeindecode ist 513422204, die Bevölkerung beläuft sich auf 5.741 Personen (Stand: Zensus 2010) bei einer Gemeindefläche von 662,5 km².
Die Nationalitätengemeinde besteht aus den sechs Dörfern Dacun, Suda, Libi, Ebi, Kawa und Lusi.